# David VIII.
David VIII. (georgisch დავით VIII; * 1273; † 1311) aus der Bagratiden-Dynastie war Herrscher des mittelalterlichen Georgiens (1293–1311).

## Leben
Er war der älteste Sohn von Dimitri II. und wurde vom Il-Khan Gaichatu (1291–1295) als König eingesetzt.
Bereits 1291 wurden Anstrengungen unternommen, David als König in Tiflis zu inthronisieren. Nach dem frühen Tode seines Vetters Wachtang II. im Jahre 1292 trat David das väterliche Erbe an. Während seiner fünfjährigen Regierungszeit hielt er sich wie sein Vorgänger mehr in Täbriz, am Hofe des Il-Khans, als in Tiflis auf.
1297 wurde er in den Sturz des Emirs Novruz, des Oberbefehlshabers des il-khanidischen Heeres verwickelt. Jener war durch falsche Anschuldigungen beim Il-Khan Ghazan (1295–1304), dem er 1295 gegen seinen Vorgänger Baidu (1295) zum Thron verholfen hatte, in Ungnade gefallen und nach einem missglückten Aufstand hingerichtet worden. David sollte das gleiche Schicksal erleiden, hielt sich aber zu diesem Zeitpunkt in Tiflis auf und kam so mit dem Leben davon. Aufforderungen, sich an den Hof Ghazans zu begeben, leistete er keine Folge.
David zog sich in die nordöstlichen Provinzen Georgiens zurück und führte einen im Großen und Ganzen erfolgreichen Partisanenkrieg gegen die Mongolen. Diesen gelang es trotz größter Anstrengungen nicht, ihn auszuschalten. In Tiflis setzten sie deshalb den jüngsten Sohn Dimitris Giorgi V. (* ca. 1286) als König ein. Der konnte sich aber nur einige Monate halten, wahrscheinlich bis zur Wende des Jahres 1297/98. Die erste Regierungszeit Giorgis muss so kurz gewesen sein, dass noch nicht einmal Münzen von ihm geprägt wurden. Nach alten Quellen regierte er von November 1299 bis 1301. Da die Mongolen einen erwachsenen König brauchten, der die georgischen Heereskontingente bei ihren zahlreichen Feldzügen anführen konnte, setzten sie einen weiteren Sohn Dimitris, Wachtang, als König ein.
Die nördlichen und östlichen Landesteile hielten aber weiter zu David. Als 1298 erneut Auseinandersetzungen zwischen dem Mamlukensultanat und dem Il-Khan-Reich ausbrachen, versuchte Ghazan, David mit Gewalt auszuschalten. Die Feldzüge von 1299 und 1301 unter der Führung von Qutlughschah konnte David mit Unterstützung der Bergstämme unter großen Verlusten zurückschlagen. Schließlich versuchten die Mongolen erneut zu verhandeln. Doch David ließ sich nicht bewegen, das Lager Ghazans aufzusuchen. Nach 1301 begnügte er sich mit der Herrschaft über Mtiuleti sowie über einige Randgebiete und überließ seinem Bruder Wachtang III. den größten Teil Ostgeorgiens.
1304 gelang es ihm, für kurze Zeit Tiflis zu besetzen. Nach zweijährigen Verhandlungen erklärte sich David 1310 bereit, seinen zweijährigen Sohn Giorgi zu den Mongolen zu schicken, wo er unter dem Namen Giorgi VI. der Kleine zum König von Kartlien unter der Regentschaft seines Onkels Giorgi V. eingesetzt wurde. Die Regierung Davids verdeutlichte, dass die Mongolen nicht mehr stark genug waren, ganz Ostgeorgien ihren Willen aufzuzwingen.
Siehe auch: Geschichte Georgiens